# Silo (TV-serie)
Silo är en amerikansk dramaserie från 2023 som hade premiär på strömningstjänsten Apple TV+ den 5 maj 2023. Första säsongen består av 10 avsnitt. Serien är skapad av Graham Yost som också skrivit seriens manus. Morten Tyldum har regisserat. Serien är baserad på Hugh Howeys romanserie med samma namn.
I juni 2023 blev det klart att serien fått kontrakt på en andra säsong.
I december 2024 blev det klart att serien fått kontrakt för både en tredje och fjärde säsong.

## Handling
Serien kretsar kring de sista tiotusen människorna på jorden. För att skydda sig från den dödligt giftiga världen bor de djupt ner i marken. Ingen kommer längre ihåg när eller varför den underjordiska silon byggdes. De försöker ta reda på sanningen möter ödesdigra konsekvenser. När Juliette söker svar på frågor kring mordet på en närstående leder det henne in i ett mysterium.

## Roller i urval
- Rebecca Ferguson – Juliette
- Tim Robbins – Bernard
- Rashida Jones – Allison
- David Oyelowo – Holston
- Harriet Walter – Martha Walker
- Avi Nash – Lukas Kyle
- Chinaza Uche – Paul Billings
- Rick Gomez – Patrick Kennedy
- Henry Garrett – Douglas Trumbull
- Iain Glen – Dr. Pete Nichols